# Gustaf ”Lulle” Johansson
Gustaf ”Lulle” Johansson, född den 14 september 1900, död 1 juli 1971, var en svensk ishockey- och bandyspelare och journalist. Gift med Gertrud Johansson (född Falk) från Berlin i Tyskland, och far till Gösta "Lill-Lulle" Johansson som även han blev professionell ishockeyspelare.
Han spelade ishockey för IK Göta mellan 1921 och 1938 och med Berliner SC i Tyskland mellan åren 1922 och 1928. Han blev svensk mästare i ishockey åren 1924, 28, 29, 30. Han vann skytteligan i högsta serien år 1929. Han vann SM i bandy 1925 och 1929. 
Internationellt spelade Johansson 43 A-landskamper i ishockey. Han deltog i Olympiska vinterspelen 1924 och 1928, det sistnämnda året vann han en silvermedalj. EM i ishockey vann han 1923, 1928 och 1932. Johansson spelade 43 matcher i landslaget och gjorde 46 mål. Han blev Stor grabb i ishockey nummer 8.
Johansson skrev under signaturen "Puck" i Svenska Dagbladet fram till 1965. Under denna period var han med om att tillsammans med Einar "Stor-Klas" Svensson återstarta Djurgården Hockey som var inaktivt 1934-1938.